# Куцовус горбатий
Куцовус горбатий (лат. Spondylis buprestoides, (Linnaeus, 1758)) — вид жуків з родини Скрипунових. Єдиний сучасний вид роду Куцовус.

## Етимологія назви
Наукова латинізована назва походить від поєднання давньогрецьких слів «βοῦς» «πρήθω» і «είδος», що буквально означає «схожий на отруйного жука, що спричинює смерть корів»; дослівний переклад: «корова+здуття+подібний». Українська назва «горбатий» походить від слова «горб», що відображає основну рису морфології виду — опуклу, горбату форму тіла імаґо.

## Поширення
Куцовус горбатий — транспалеарктичний вид палеарктичного зоогеографічного комплексу. Поширений від Європи до Далекого Сходу. 
В Україні поирений головно на Поліссі, де є дуже звичайним і спорадично у соснових плантаціях по усій країні. В Українських Карпатах вид досі не підтверджений, хоча в історичних оглядах раніше вказувався.

## Морфологія (біологія)|Морфологія

### Імаго
Тіло товсте, валькувате, чорне, слабо блискуче, 12-22 мм в довжину. Западини передніх тазиків закриті або ледь привідкриті. На 3-11-му члениках вусиків по одній великій пороносній ямці.

### Личинка
Передній край лобу личинки несе близько 14 епістомальних щетинок. Вусики 3-членикові. Вічка відсутні. Верхня губа серцеподібна, склеротизована. Основна половина пронотуму з полем мікрошипиків. Ноги помірно довгі, кігтики до вершини покриті мікрошипиками. Мозолі черевця з апікальними мікрошипиками, з дорзальної сторони є по 4 поздовжні короткі боріздки; вентральної — по 2-і поздовжні і по 1-й слабкій поперечній боріздці. Терґіт 9-го сегменту черевця з парою дуже далеко розставлених урогомф. Дихальця дрібні, округло-овальні, з краєвими камерами. Довжина дорослої личинки 30-34 мм, ширина — 8 мм.

## Життєвий цикл
Генерація 3-4 річна.

## Геном
У 2020-му році було секвеновано повний мітохондрієвий геном Куцовуса горбатого, загальна довжина якого складає 15837 пар основ. Геном складений із 13-ти генів, що кодують білки: 22-х генів, що кодують транспортну РНК; 2-х генів, що кодують рибосомальну РНК.

## Екологія
Жуки активні в другій половині дня і увечері. Дорослі комахи не живляться — розвинена афагія. Літ з червня до першої половини вересня. Личинки розвиваються у коренях сосни.